# Troïka (politique européenne)
Pour les articles homonymes, voir Troïka.

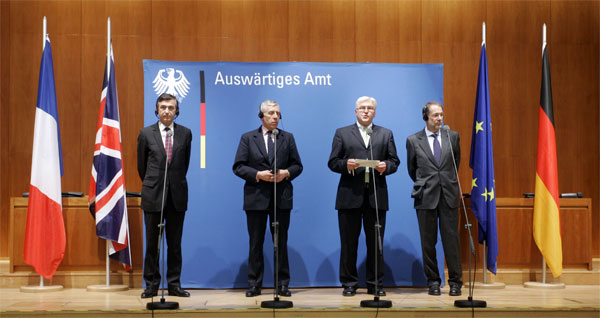

Le terme troïka est un mot russe désignant un ensemble de trois choses. L'expression « troïka européenne » a été utilisée dans les médias européens pour désigner différents groupes, suivant les périodes.

## À la fin duXXesiècle
Avec l'instauration de la présidence tournante, pour six mois, du Conseil de l'Union européenne par l'un de ses États membres, la troïka désigne un groupe composé d'un représentant :
- de l'État qui préside
- de l'État prédécesseur à la présidence
- de l'État successeur à la présidence

Suivant les besoins, il peut s'agir d'un ministre ou d'un haut fonctionnaire.
Ce procédé permet une certaine continuité dans la gestion européenne, en dépit de la fréquence semestrielle élevée de transmission de la présidence.
Ce système a pris fin avec la mise en place de triumvirats de présidence qui fonctionnent de la même manière à l'exception que ceux-ci sont fixes et qu'ils changent donc tous les un an et demi (et non plus un « glissement » de la troïka).

## Jusqu'au traité de Lisbonne
Avant l'entrée en vigueur du Traité de Lisbonne, la troïka représentait l'Union européenne dans les relations extérieures relevant de la politique étrangère et de sécurité commune. Depuis le traité d'Amsterdam, la troïka réunissait :
- le ministre des Affaires étrangères de l'État membre qui assure la présidence du Conseil de l'Union européenne ;
- le secrétaire général/haut représentant pour la politique étrangère et de sécurité commune ;
- le commissaire européen chargé des relations extérieures et de la politique de voisinage.

La présidence peut également être assistée, le cas échéant, par l'État membre qui exercera la présidence suivante (article 18 du traité sur l'Union européenne). Dans le monde de la diplomatie, on parle ainsi de « réunion format troïka » pour désigner une réunion impliquant les membres de la troïka, éventuellement accompagnés d'autres partenaires (« troïka élargie »).
Le Traité de Lisbonne a fusionné les fonctions de secrétaire général/haut représentant pour la politique étrangère et de sécurité commune et celle de commissaire européen chargé des relations extérieures et de la politique de voisinage, remplacées par le Haut Représentant de l’Union pour les affaires étrangères et la politique de sécurité.
Bien que n'étant plus officiellement a l'ordre du jour, le terme troïka est toujours utilisé dans son acception d'Union européenne.

## Pendant la crise grecque
La troïka désigne alors les experts représentant la Commission européenne, la Banque centrale européenne et le Fonds monétaire international,, chargés d'auditer la situation économique grecque et notamment l'état de ses finances publiques dans le cadre de l'accord de refinancement de la Grèce. Cette instance relativement informelle a été créée à la suite de la décision prise le 25 mars 2010 par les chefs d'État ou de gouvernement en vue de mettre sur pied un programme commun et d'accorder des prêts bilatéraux conditionnels à la Grèce, s'inspirant aussi en cela des recommandations du Conseil ECOFIN; elle est également intervenue au Portugal, en Irlande et à Chypre. Le rôle de la troïka est toutefois défini dans le règlement (UE) nº 472/2013 du Parlement européen et du Conseil du 21 mai 2013 et mentionnés dans le traité instituant le Mécanisme européen de stabilité (MES).  La troïka est également chargée, avec l'État membre concerné, de l'élaboration des décisions officielles de l'Eurogroupe. Le rôle de la troïka a été critiqué, notamment pour la situation de conflit d'intérêts de la BCE en sa qualité de créancier d'une part, et de conseiller technique des Etats membres objets de mesures de sauvegarde d'autre part. Le Parlement européen relève aussi un manque de légitimité démocratique de la troïka, ainsi qu'une base juridique insuffisante. 